# زبان جنوبی وانواتو
زبان جنوب وانواتو (انگلیسی: South Vanuatu languages) جزئی از خانواده زبان‌های اقیانوسی جنوبی هست. این زبان در استان تافیا (تانا، آنیتیوم، فوتونا، ارومانگو و جزیره آنیوا) در کشور وانواتو استفاده می‌شود.

## زبان‌ها
- خانواده ارومانگو
  - جنوبی: زبان‌های سای و سورونگ.
  - شمالی: زبان‌های ایفو و اورا
- خانواده تانا
  - جنوبی: زبان‌های کوامرا و جنوب غربی تانا
  - شمالی: زبان‌های لناکل، وایت ساندس و شمال تانا
- آنیتیوم
  - آنیتیوم